# Pöttmes
Pöttmes est une commune de Bavière (Allemagne) de 6 348 habitants, située dans le l'arrondissement d'Aichach-Friedberg.

## Personnalités liées à la commune
- Joachim Rückert (1945-), historien né à Pöttmes.
- Christoph Daferner (1998-), footballeur né à Pöttmes.